# Friedrich August von Pauli
Friedrich August von Pauli, né à Osthofen le 6 mai 1802 et mort à Bad Kissingen le 26 juin 1883, est un ingénieur civil allemand, maître d'œuvre et pionnier de la construction des ponts ferroviaires métalliques. Il a été un acteur important de la naissance des chemins de fer du royaume de Bavière.

## Biographie
Friedrich August von Pauli était le douzième enfant d'un pasteur. Son père est mort en 1816. En 1817, il est à Manchester où son frère Wilhelm représentait une entreprise de Hambourg le prend pour lui donner une formation.
Dans l'entreprise de son frère il s'est formé dans la comptabilité commerciale et découvert dans la lecture de livres d'une bibliothèque son intérêt pour la mécanique. Son frère Wilhelm l'a alors envoyé auprès du physicien John Dalton (1766-1844), qui lui a donné des leçons particulières en mathématiques et en mécanique. Il est ensuite entré dans un atelier dans l'atelier d'un constructeur de machines pendant deux années où il a pu étudier la mécanique pratique et en ingénierie. Son frère Wilhelm est tombé malade pendant l'hiver 1820 et est décédé en juillet 1821. Étant en pays étranger, il a dû trouver une solution. Après la fin de son apprentissage, il a créé son atelier de mécanique au printemps 1821 mais ne réussissant pas à en tirer un revenu suffisant pour vivre, il est retourné en Allemagne. Après une recherche d'emploi infructueuse, il a étudié les mathématiques et les sciences à l'université de Göttingen jusqu'en 1823.
Il est ensuite entré comme aspirant constructeur dans le bureau d'études Kreis-Baubureau Speyer (bureau d'études Kreis de Spire). Il a commencé dans la conception et le contrôle des coûts en construction routière. Presque tous les barrages sur le Rhin dans le territoire bavarois ont été endommagés à la suite des crues de l'automne 1824. Il a participé à leurs réparations.
Il passe, en mai 1825, à Munich, le premier examen de capacité de l'État bavarois. Ses connaissances en mécanique l'ont conduit à passer l'examen pour entrer dans le service des salines, mais la mort du roi Maximilien Ier a conduit à réduire de manière drastique le nombre de fonctionnaires.
Le patron de Friedrich August Pauli lui a fait rencontrer Joseph von Fraunhofer. Ce dernier ayant reconnu ses compétences, il lui a proposé de devenir son élève et lui a donné un emploi dans son institut. Il est progressivement devenu son assistant dans ses ateliers ainsi que pour ses recherches. Fraunhofer est tombé malade pendant l'hiver 1825. Friedrich August Pauli est resté à ses côtés jusqu'à sa mort, le 7 juin 1826. Après la mort de Fraunhofer, l'institut est revenu à l'État. Dans le contrat de Pauli, Fraunfofer avait prévu que Pauli devait lui succéder mais ce cernier a refusé l'offre du ministère des Finances.
Il est revenu à Spire où il a fondé le 26 juillet 1826 un bureau d'études. Il a été chargé de diriger le nivellement et calculer le coût du construction de l'extension du canal de Monsieur, le Canal du Rhône au Rhin, à construire entre la frontière française et Spire.
En 1827, il est nommé ingénieur intérimaire. Après la fin de la réalisation du projet de canal, il a été nommé à Munich. L'administration des salines s'est intéressée à lui pour l'employer pour les bâtiments et la mécanique. Mais il d'abord été employé pour l'étude du tracé du canal de navigation reliant Kelheim, sur le Danube, à Bamberg, sur le Main. Il a étudié les bassins versants et les quantités d'eau disponibles pour alimenter le canal. Dans son rapport il a fixé la ligne de partage des eaux à Neumarkt in der Oberpfalz. Il a ensuite travaillé sur la réalisation de ce canal, appelé canal Ludwig, entre le Danube et le Main jusqu'au début 1832. En avril 1832 l'administration de la construction ayant été réorganisée, Pauli est nommé au Conseil des inspecteurs des bâtiments de Reichenhall. En 1835 il est nommé ingénieur en chef de la Commission supérieure des bâtiments et professeur de mécanique supérieure à l'université de Munich, fonction qu'il n'a jamais occupée en pratique, et dans le deuxième conseil d'administration de l'école polytechnique.
En 1841, il est devenu membre de la Commission royale des chemins de fer de Nuremberg. Il a travaillé sur le tracé du tronçon Augsbourg-Nuremberg de la ligne de chemin de fer Ludwig Nord-Sud. Il a étudié, conjointement avec Paul-Camille Denis, le tronçon reliant Nuremberg à la frontière saxonne devant passé à Hof, et transmis son travail à la commission des chemins de fer le 1er juillet 1841, mais après un an et demi les désaccords entre Denis et Pauli étant restés irréconciliables ont conduit à la nomination de Pauli, en 1842, à la direction technique de l'ensemble de la ligne Ludwig Sud-Nord. La qualité de la ligne a été obtenue par un tracé sensiblement rectiligne qui permet aujourd'hui sur la voie d'origine entre Erlangen et Lichtenfels une vitesse de 200 km/h en permettant de surmonter le plan incliné entre la gare de Neuenmarkt-Wirsberg et Marktschorgast, et Pauli a tenu compte des contraintes financières qui ont imposé la pose d'une seule voie puis d'améliorer progressivement la ligne et de construire la seconde voie à partir de 1876.
Franchir les monts Fichtelgebirge a été le plus grand défi de sa carrière. Le plan de Friedrich List, promoteur d'un réseau européen de chemin de fer, avait échoué sur ce site. Pauli, après avoir parcouru intensément le site avait conclu qu'il était possible de le franchir avec l'adhérence des machines conventionnelles en adoptant un tracé avec des rayons faibles et des rampes fortes. Cependant les locomotives anglaises ne permettaient pas de monter ces rampes. Pauli, grâce à ses connaissances mécaniques, a permis de proposer des solutions à ce problème. Il a proposé, en 1846, au ministère bavarois de l'Intérieur de construire ses propres locomotives en tenant compte de ses exigences, ce qui a été accepté.
Il a été aussi responsable de la ligne de chemin de fer reliant Augsbourg à Buchloe, de celle entre Bamberg à Aschaffenbourg par Wurtzbourg constituant la ligne Ludwig de l'Ouest (Ludwigs-Westbahn), et de la ligne entre Ulm – Augsbourg – Munich et Salzbourg, ou ligne bavaroise de Maximilien (Bayerische Maximiliansbahn).
En 1846, un problème est arrivé après le début des travaux du pont sur la vallée de Göltzsch, situé près de Plauen, sur la ligne reliant Hof et Leipzig. Friedrich August von Pauli et Alois Negrelli ont été consultés par le gouvernement du royaume de Saxe pour donner un avis sur la poursuite de la construction.

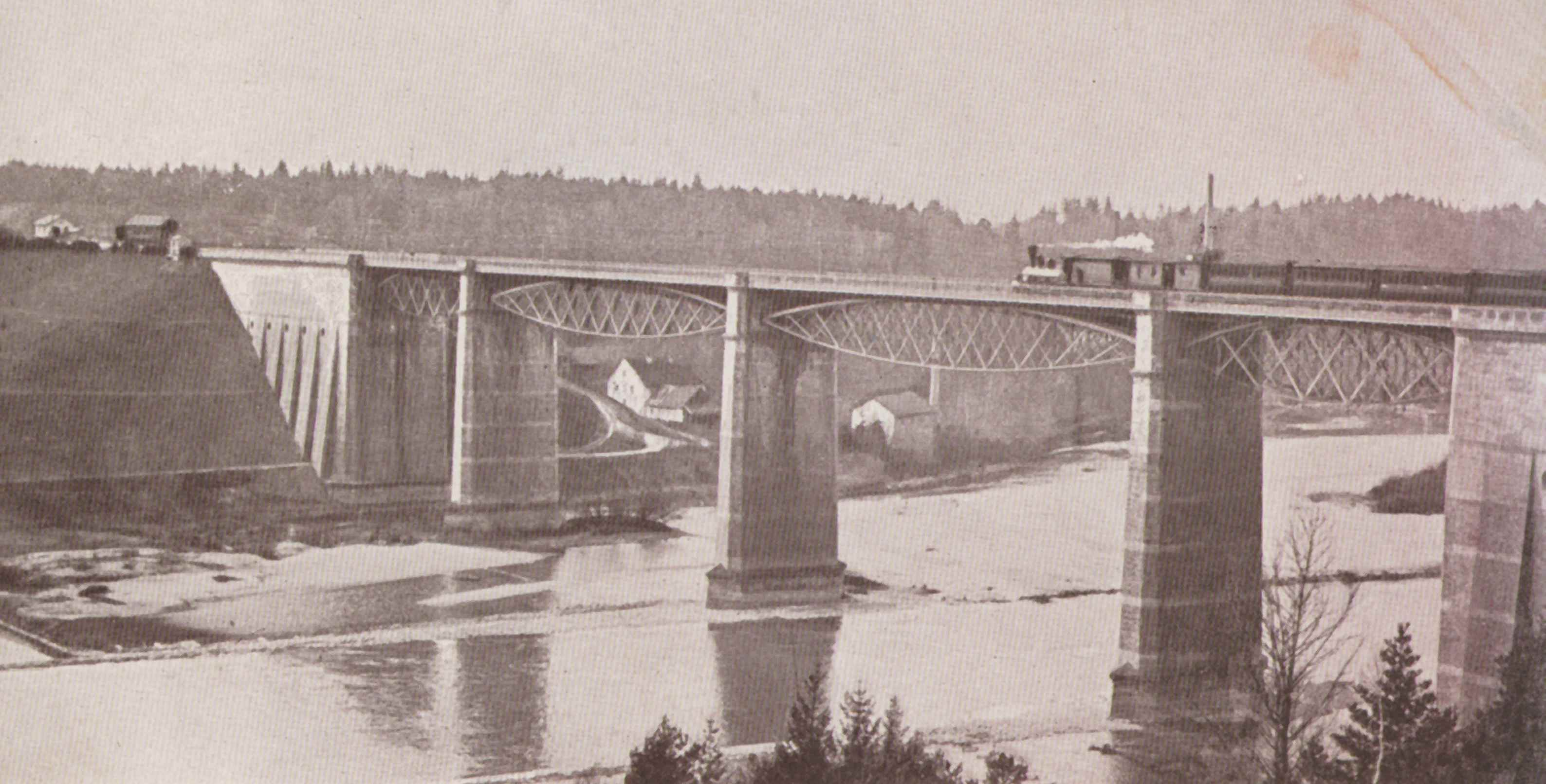
Großhesseloher Brücke

Il a été remercié le 11 novembre 1852 par le président du conseil des ministres bavarois Ludwig von der Pfordten après l'achèvement de la ligne de l'ouest à Schweinfurt et l'a nommé directeur de la construction entre 1853 et 1857 du pont de Großhesselohe franchissant l'Isar, sur la ligne reliant Munich à Salzbourg, avec une participation prépondérante d'Heinrich Gerber pour son calcul et sa réalisation. Il a réalisé le pont avec une poutre en treillis lenticulaire, appelée poutre Pauli (en allemand : Pauli träger) ou aussi poutre en forme de poisson, a été utilisée pour la première fois pour franchir de grandes travées.

Poutre lenticulaire Pauli

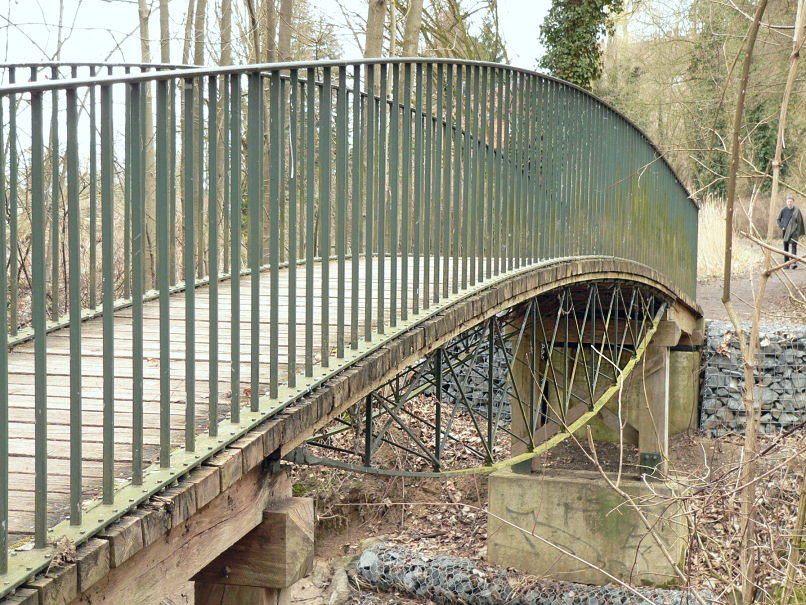
Passerelle de Laves dans le parc du château de Derneburg

Friedrich August Pauli a breveté une poutre en treillis lenticulaire utilisée sur le pont de Großhesselohe en 1857. Isambard Kingdom Brunel a construit un pont avec une poutre lenticulaire sur le Royal Albert Bridge, conçu en 1855 en s'inspirant du High Level Bridge de Robert Stephenson et inauguré en 1859. Pauli avait déjà utilisé une forme primitive de ce type de poutre en 1853 pour construire un pont sur la Günz, à Guntzbourg, mais sans rencontrer de succès car la membrure supérieure avait cédé et avait dû être renforcée. La solution brevetée permettait d'avoir des contraintes maximales égales dans les membrures supérieure et inférieure. Une poutre lenticulaire avait déjà été développée dans les années 1830 par Georg Ludwig Friedrich Laves. Si ce système de poutre en treillis a été utilisé couramment en Bavière, dans les autres pays les ingénieurs ont préféré utiliser des poutres bow-string plus simples à réaliser.
En 1856, Pauli est nommé président de la Commission supérieure des travaux publics tout en restant chef de la Commission royale des chemins de fer. Le 15 août 1860, la Commission royale des chemins de fer a été réunie avec la Direction générale royale des voies de transport. Après 19 années de service, Pauli a perdu cette direction le 3 février 1872 et a été mis à la retraite.
Il a publié dans l'hiver 1878 un livre de mémoire, Vertraulichen Mitteilungen aus meinem Leben (Confidences sur ma vie).

## Principaux travaux
- 1828–1832: Canal Ludwig entre le Danube et le Main entre Kelheim et Bamberg ;
- 1841–1853: Ligne de chemin de fer Ludwig-Sud-Nord entre Lindau et Hof avec le plan incliné entre  Neuenmarkt-Wirsberg et Marktschorgast ;
- 1844–1854: branche ouest de la ligne de chemin de fer Ludwig ;
- 1851–1860: ligne de chemin de fer Maximilien (Bayerische Maximiliansbahn) entre Munich et Salzbourg ;
- 1857: Pont de Großhesselohe